# Michel Maurette (acteur)
Pour les articles homonymes, voir Michel Maurette.
Michel Maurette est un acteur de cinéma et de théâtre français.

## Filmographie
- 1955 : Si Paris nous était conté de Sacha Guitry
- 1956 : Assassins et Voleurs de Sacha Guitry
- 1957 : Mangeront-ils ? de Jean Kerchbron d'après l'œuvre de Victor Hugo
- 1961 : Les Trois Mousquetaires (I tre moschettieri) de Bernard Borderie

## Théâtre
- 1956 : Requiem pour une nonne de William Faulkner, adaptation et mise en scène Albert Camus, Théâtre des Mathurins
- 1959 : Les Possédés d’Albert Camus, mise en scène d’Albert Camus, Théâtre Antoine à Paris
- 1961 : Requiem pour une nonne de William Faulkner, adaptation et mise en scène Albert Camus, Théâtre des Mathurins
- 1963 : La Vénus de Milo de Jacques Deval, mise en scène Pierre Mondy, Théâtre des Célestins
- 1971 : Au théâtre ce soir : Échec et meurtre de Robert Lamoureux, mise en scène Jean Piat, réalisation Pierre Sabbagh,  Théâtre Marigny